# Processo secondario di Copenaghen
Il processo secondario di Copenaghen fu celebrato presso il Tribunale distrettuale di Copenaghen tra il 1948 e il 1949 contro Karl Heinz Hoffmann e ad altri otto imputati tedeschi: sei furono condannati per i crimini commessi in Danimarca durante il periodo di occupazione nazista e tre furono assolti in appello. 

## Base giuridica
Nel settembre 1945, la Danimarca aderì all'Accordo di Londra dell'8 agosto 1945 sul perseguimento dei principali criminali di guerra. Il 12 luglio 1946 fu promulgata la legge danese sui crimini di guerra, che consentiva di ricorrere in appello, sulla base dello Statuto del Tribunale Militare Internazionale e della legge norvegese sul perseguimento dei criminali di guerra. La legislazione danese si spinse oltre lo Statuto del Tribunale pur omettendo l'accusa di cospirazione e, di conseguenza, i crimini di guerra diventarono crimini che violavano le disposizioni del diritto internazionale e danneggiavano gli interessi danesi. Dovevano essere puniti anche:

## Processo
Il processo si svolse davanti al Tribunale distrettuale di Copenaghen e il verdetto fu emesso il 27 gennaio 1949. L'udienza per l'appello si svolse davanti all'Alta Corte Orientale e il verdetto fu emesso il 19 gennaio 1950.
| Imputato            | Funzione                          | Accusa                               | Sentenza del tribunale | Sentenza d'appello |
| ------------------- | --------------------------------- | ------------------------------------ | ---------------------- | ------------------ |
| Karl Heinz Hoffmann | Funzionario della Gestapo         |                                      | Pena di morte          | 20 anni            |
| Georg Scherdin      | Funzionario del Sicherheitsdienst |                                      | 6 anni                 | Assoluzione        |
| Hans Pahl           | Funzionario del Sicherheitsdienst |                                      | 8 anni                 | Assoluzione        |
| Otto Schwerdt       | Gruppo Peter                      | Antiterrorismo; omicidio di Kaj Munk | Pena di morte          | 24 anni            |
| Alfred Naujocks     | SD-Führer, Gruppo Peter           | Antiterrorismo                       | 15 anni                | 4 anni             |
| Karl Zechenter      | Capo della polizia di Copenaghen  |                                      | 6 anni                 | Assoluzione        |
| Hans Wäsche         | SD-Führer                         | Antiterrorismo                       | 20 anni                | 16 anni            |
| Louis Nebel         | Gruppo Peter                      | omicidio di Kaj Munk                 | 12 anni                | 16 anni            |
| Otto Wagner         | Gruppo Peter                      |                                      | ?                      | 7 anni             |